# Un segundo (película)
Un Segundo (en chino simplificado, 一秒钟 ) es una película de 2020 dirigida por Zhang Yimou, sobre un hombre quién huye de una granja-prisión durante la Revolución Cultural. Fue seleccionada para competir por el Oso de Oro en el 69.º Festival de cine Internacional de Berlín, pero fue retirada poco antes de la exhibición. La explicación oficial para la retirada fue "dificultades técnicas encontradas durante la post-producción", pero los críticos sospecharon censura motivada políticamente.

## Reparto
- Zhang Yi como el fugitivo
- Seguidor Wei como el Señor Película
- Liu Haocun como la huérfana Liu

## Estreno
Un Segundo fue estrenada en cines chinos el 27 de noviembre de 2020 (con preestrenos el 26 de noviembre de 2020). 

## Recepción
En el agregador Rotten Tomatoes, el 100% de las críticas eran positivas, con una puntuación media de 7.4/10.

## Premios y nominaciones
| Año  | Premios                        | Categoría                | Nominado      | Resultado | Ref.         |
| ---- | ------------------------------ | ------------------------ | ------------- | --------- | ------------ |
| 2021 | 15.ª Película asiática Premios | Película mejor           | Un Segundo    |           | [ 7 ] [ 8 ]  |
| 2021 | 15.ª Película asiática Premios | Director mejor           | Zhang Yimou   |           | [ 7 ] [ 8 ]  |
| 2021 | 15.ª Película asiática Premios | Actor mejor              | Zhang Yi      |           | [ 7 ] [ 8 ]  |
| 2021 | 15.ª Película asiática Premios | Recién llegado mejor     | Liu Haocun    |           | [ 7 ] [ 8 ]  |
| 2021 | 15.ª Película asiática Premios | Música mejor             | Lao Zai       |           | [ 7 ] [ 8 ]  |
| 2021 | 30.º Huading Premios           | Director mejor           | Zhang Yimou   |           |              |
| 2021 | 30.º Huading Premios           | Actor mejor              | Zhang Yi      |           |              |
| 2021 | 30.º Huading Premios           | Actor De apoyo mejor     | Seguidor Wei  |           |              |
| 2021 | 34.º Gallo Dorado Premios      | Actor De apoyo mejor     | Seguidor Wei  |           | [ 9 ] [ 10 ] |
| 2021 | 34.º Gallo Dorado Premios      | Dirección de Arte mejor  | Lin Chaoxiang |           | [ 9 ] [ 10 ] |
| 2021 | 34.º Gallo Dorado Premios      | Registro de Sonido mejor | Tao Jing      |           | [ 9 ] [ 10 ] |